# Cutremurul din Loma Prieta (1989)
Cutremurul din Loma Prieta a fost un cutremur major care a lovit zona Golfului San Francisco din California, pe data de 17 octombrie 1989, la ora locală 05:04. Cutremurul a fost cauzat de falia San Andreas și a durat 10-15 de secunde. A măsurat 6,9 grade pe scara magnitudinii Richter. Cutremurul a ucis 63 de persoane în California, a rănit 3.757 și a lăsat între 3.000 și 12.000 de oameni fără adăpost.

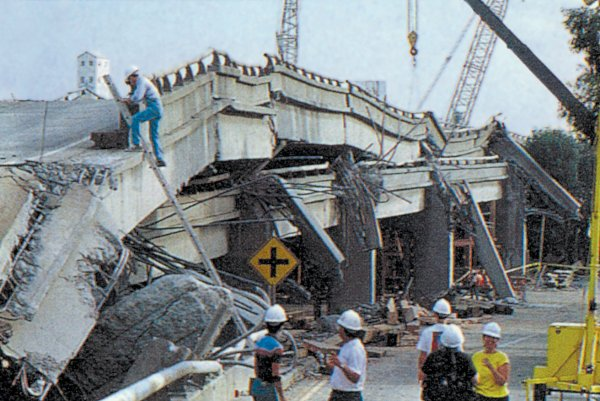
Autostrada Cypress Street Viaduct după cutremur.

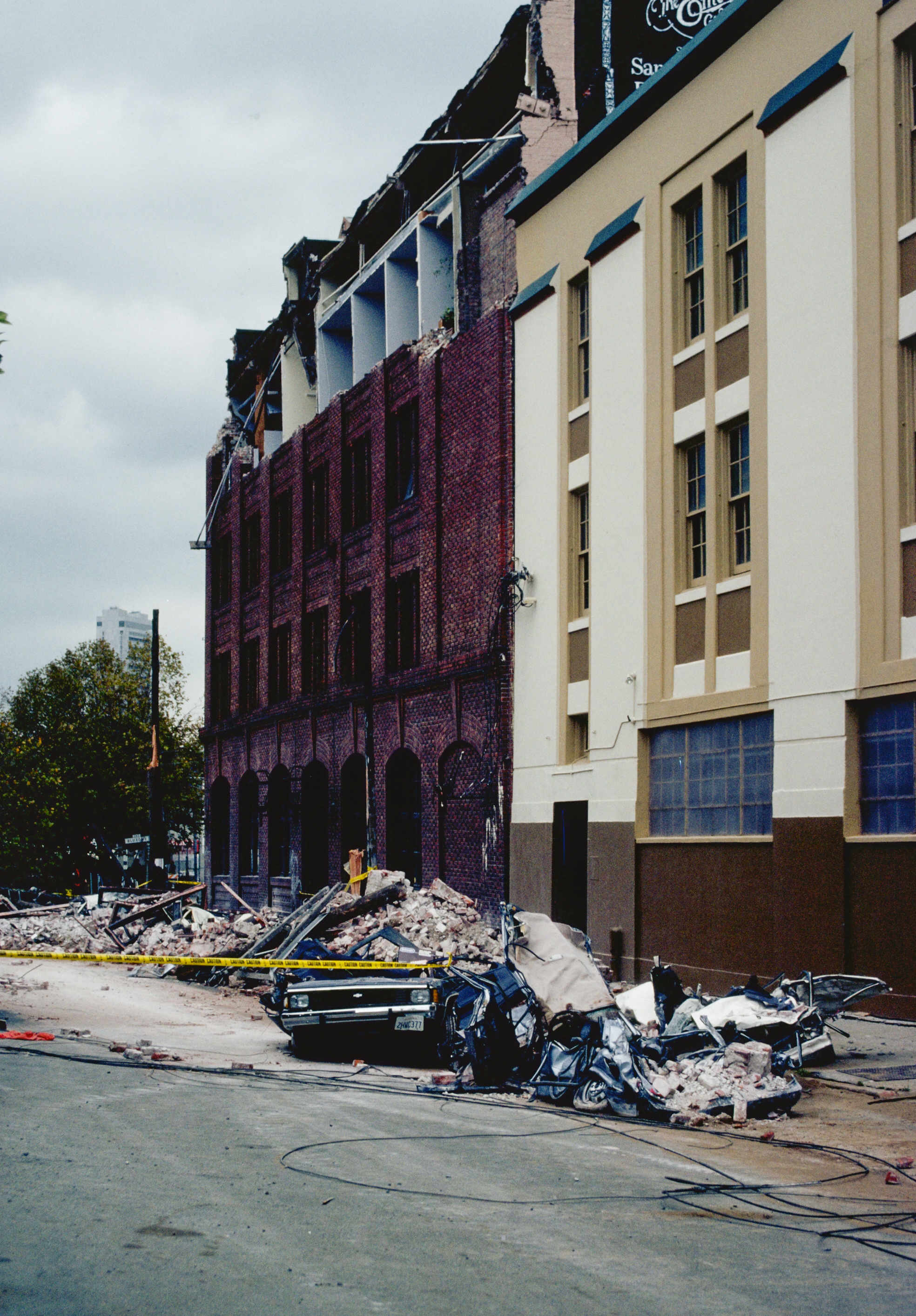
Cinci persoane au fost ucise pe Sixth Street între Bluxome și Townsend, în San Francisco, după ce o fațadă de cărămidă s-a prăbușit pe trotuar și pe stradă.

## Distrugeri
57 decese au fost cauzate direct de cutremur, iar șase decese au fost cauzate în mod indirect. Au fost rănite 3.757 persoane (400 serios). Cel mai mare număr de decese, 42, au fost în Oakland, din cauza colapsului Autostrăzii Cypress Street Viaduct pe Autostrada Nimitz, unde nivelul superior de pe autostradă s-a prăbușit, strivind mașinile de la nivelul inferior.
Efectele cutremurului au fost diverse. Astfel, au avut loc evenimente ca vulcani de nisip, alunecări de teren datorate lichefierii solului și rupturi ale solului. 12.000 de case și 2.600 de întreprinderi au fost avariate. În Santa Cruz, aproape de epicentru, 40 de clădiri s-au prăbușit, omorând șase persoane.
Cutremurul a provocat pagube materiale estimate de 6 miliarde de dolari, devenind unul din dezastrele naturale cele mai scumpe din istoria Statelor Unite la momentul respectiv. Acesta a fost cel mai mare cutremur apărut pe falia San Andreas după cutremurul din San Francisco din 1906 (7,8 Mw).
Patru persoane au murit în Districtul Marina din San Francisco. Patru clădiri au fost distruse de foc și șapte clădiri s-au prăbușit. Alte 63 de structuri deteriorate au fost considerate prea periculoase pentru a trăi în înteriorul lor.

## Galerie

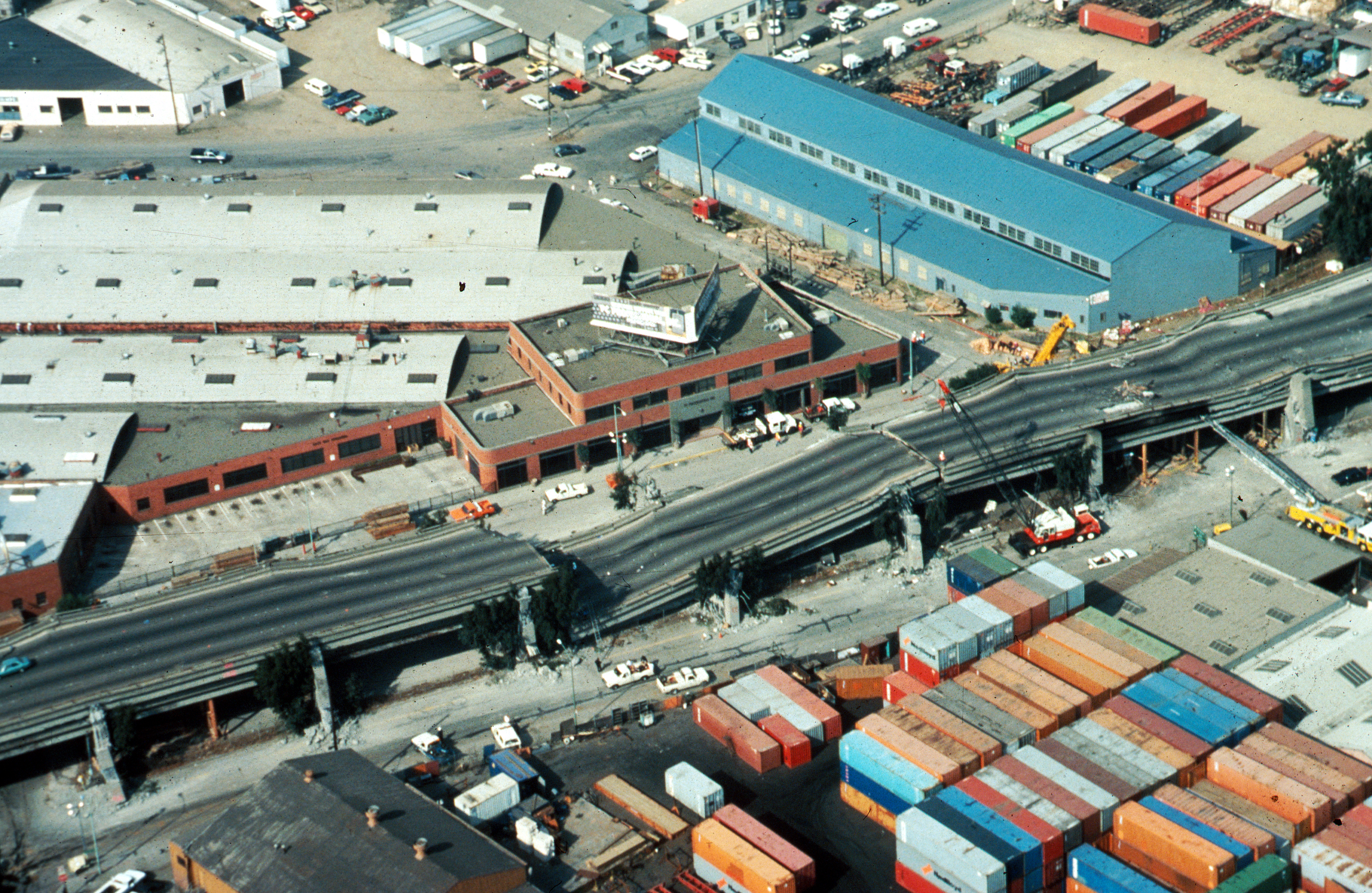
Structura Cypress, după seism.
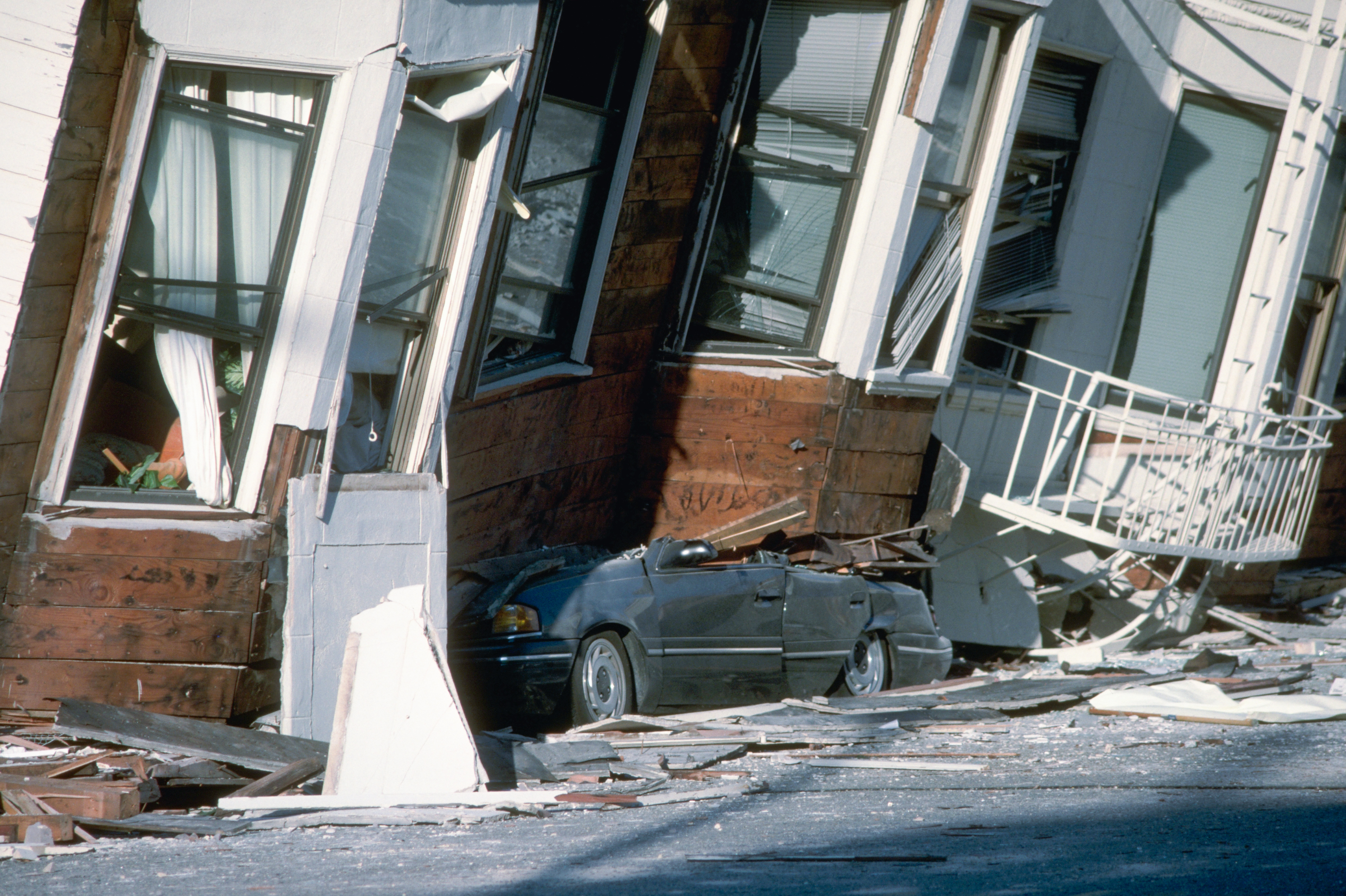
Un Ford Tempo distrus de prăbușirea etajului 3 al unei clădiri.
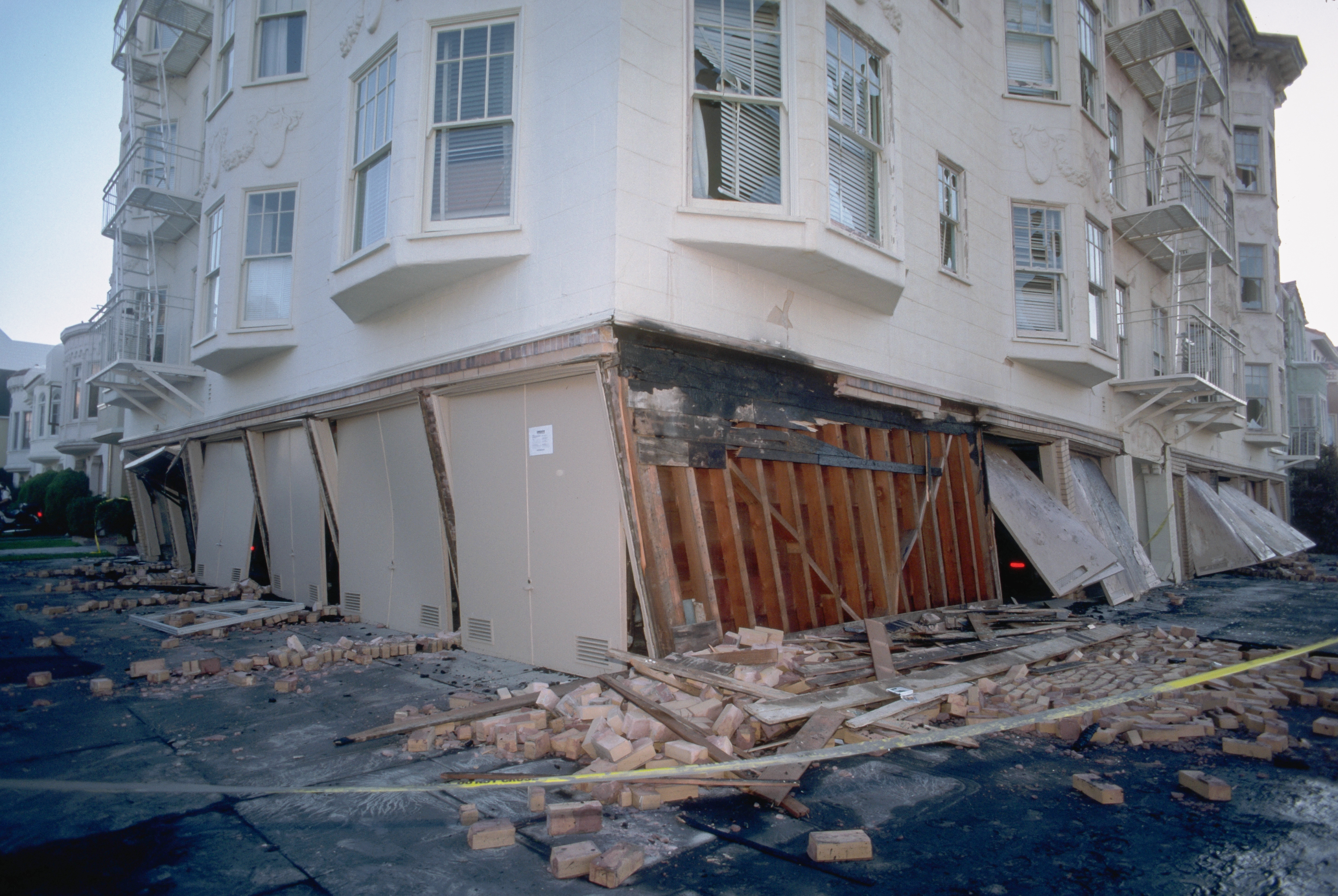
Clădire avariată din Districtul Marina.
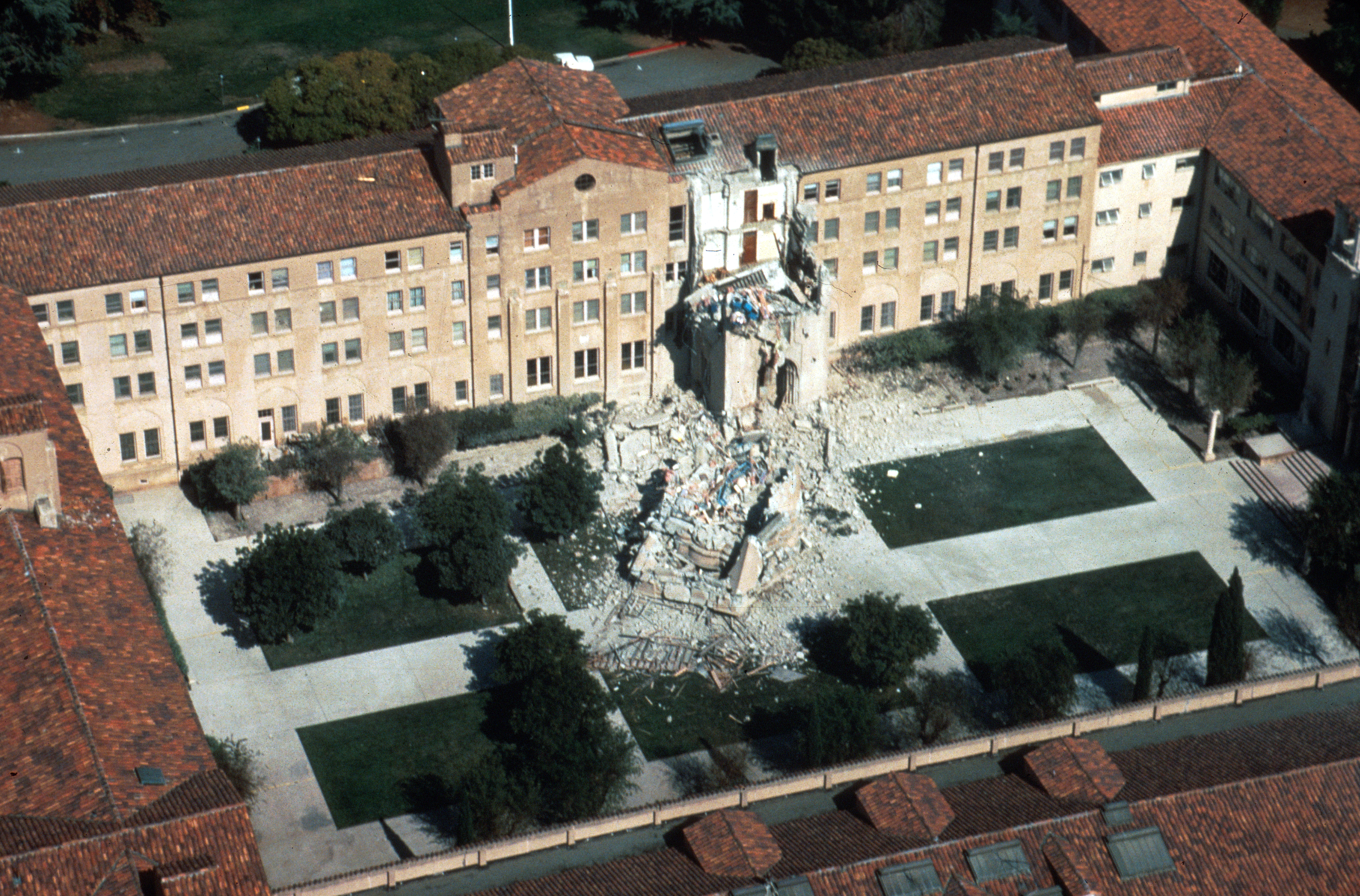
Seminarul Sf. Iosif. O persoană a murit aici, la prăbușirea unei zone a clădirii.
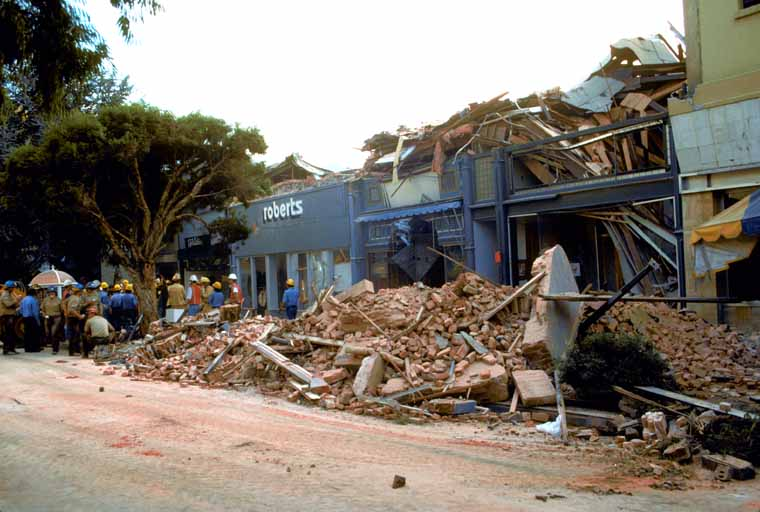
Trei oameni au murit în Pacific Graden Mall. În imagine, mall-ul după cutremur.